# Mount Moriarty (Antarktika)
Mount Moriarty ist ein rund 1700 m hoher Berg im ostantarktischen Viktorialand. In der Mountaineer Range ragt er 6 km nordöstlich des Mount Casey auf.
Der United States Geological Survey kartierte ihn anhand eigener Vermessungen und Luftaufnahmen der United States Navy aus den Jahren von 1960 bis 1964. Das Advisory Committee on Antarctic Names benannte ihn 1969 nach Lieutenant Commander Jack Owen Moriarty (1933–2000), Lufteinsatzoffizier auf der McMurdo-Station im antarktischen Winter 1966.